# Заря (Вологодская область)
Заря — посёлок в Вологодском районе Вологодской области на реке Поченьга.
Входит в состав Майского сельского поселения (с 1 января 2006 года по 8 апреля 2009 года был центром Гончаровского сельского поселения), с точки зрения административно-территориального деления — центр Гончаровского сельсовета.
Расстояние до районного центра Вологды по автодороге — 28 км, до центра муниципального образования Майского по прямой — 15 км. Ближайшие населённые пункты — Калинкино, Деревенька, Осинник, Стрелково.
По переписи 2002 года население — 830 человек (407 мужчин, 423 женщины). Преобладающая национальность — русские (99 %).